# Akinkunmi Amoo
Akinkunmi Amoo, né le 7 juin 2002 à Ibadan au Nigeria, est un footballeur nigérian qui évolue au poste d'ailier gauche à l'Omónia Nicosie.

## Biographie

### En club
Né à Ibadan au Nigeria, Akinkunmi Amoo commence sa carrière professionnelle en Suède, à l'Hammarby IF, qu'il rejoint en juin 2020 en provenance du Sidos FC. Il joue son premier match en professionnel le 13 septembre 2020 lors d'une rencontre de championnat face à l'Helsingborgs IF. Il entre en jeu à la place de Muamer Tanković et les deux équipes se neutralisent (2-2).
En 2021, après le départ d'Alexander Kačaniklić, il s'impose comme un joueur régulier de l'équipe première d'Hammarby, sous les ordres de Stefan Billborn (en). Il remporte avec Hammarby la coupe de Suède en 2021, le premier titre du club dans cette compétition. Hammarby affronte le BK Häcken en finale le 30 mai 2021. Il entre en jeu lors de cette rencontre remportée par son équipe aux tirs au but.
Le 31 janvier 2022, dernier jour du mercato hivernal, Akinkunmi Amoo s'engage en faveur du FC Copenhague pour un contrat courant jusqu'en décembre 2026,. 
Il est sacré champion du Danemark lors de la saison 2021-2022.
Amoo se blesse gravement au début du mois de septembre 2022. Touché au ligaments croisés, son absence est estimée à 9 ou 10 mois et sa saison est dès lors terminée. Il est tout de même sacré champion du Danemark une deuxième fois pour sa participation à la saison 2022-2023, le FC Copenhague glanant le quinzième titre de son histoire,.

### En sélection
Akinkunmi Amoo est sélectionné avec l'équipe du Nigeria des moins de 17 ans pour participer à la Coupe d'Afrique des nations des moins de 17 ans 2019. Il y joue cinq matchs et se fait remarquer dès la première rencontre face à la Tanzanie en délivrant une passe décisive avant de marquer sur un service de Samson Tijani. Son équipe s'impose par cinq buts à quatre ce jour-là. Les jeunes nigérians perdent en demi-finale contre la Guinée aux tirs au but et perdent le match pour la troisième place face à l'Angola (1-2). 
Avec cette même sélection il participe quelques mois plus tard à la coupe du monde des moins de 17 ans en 2019. Il joue quatre matchs et délivre tois passes décisives lors de ce tournoi. Le Nigeria est battu par les Pays-Bas en huitième de finale (1-3).

## Palmarès
Hammarby IF
- Coupe de Suède (1) :
  - Vainqueur : 2020-21.

 FC Copenhague
- Championnat du Danemark (2) :
  - Champion : 2021-22 et 2022-23.